# 绥和
绥和（元年：前8年；末年：前7年）是西汉时期汉成帝刘骜的第七个年号，也是他的最后一个年号，共计2年。
二年四月汉哀帝即位沿用。次年改元建平。

## 起始时间
辛德勇推测，元延五年四月改元绥和。

## 大事记
- 綏和元年（前8年），漢成帝立劉欣為太子。

## 纪年
| 绥和 | 元年  | 二年  |
| ---- | ----- | ----- |
| 公元 | 前8年 | 前7年 |
| 干支 | 癸丑  | 甲寅  |

## 参看
- 中國年號索引

| 前一年號： 元延 | 西漢年號 綏和 | 下一年號： 建平 |